# Noyal (Côtes-d'Armor)
Pour les articles homonymes, voir Noyal.
Noyal [nwajal] est une commune française située dans le département des Côtes-d'Armor en région Bretagne.

## Géographie
| Lamballe-Armor | Lamballe-Armor | Lamballe-Armor |
| Lamballe-Armor | Noyal          | Saint-Rieul    |
|                | Plestan        |                |

### Hydrographie
Pour un article plus général, voir Réseau hydrographique des Côtes-d'Armor.
La commune est située dans le bassin Loire-Bretagne. Elle est drainée par le Gouessant, le Gast et un autre petit cours d'eau,.
Le Gouessant, d'une longueur de 41 km, prend sa source dans la commune de Trébry et se jette  dans la baie de Saint-Brieuc en limite de Lamballe-Armor et de Hillion, après avoir traversé onze communes. 

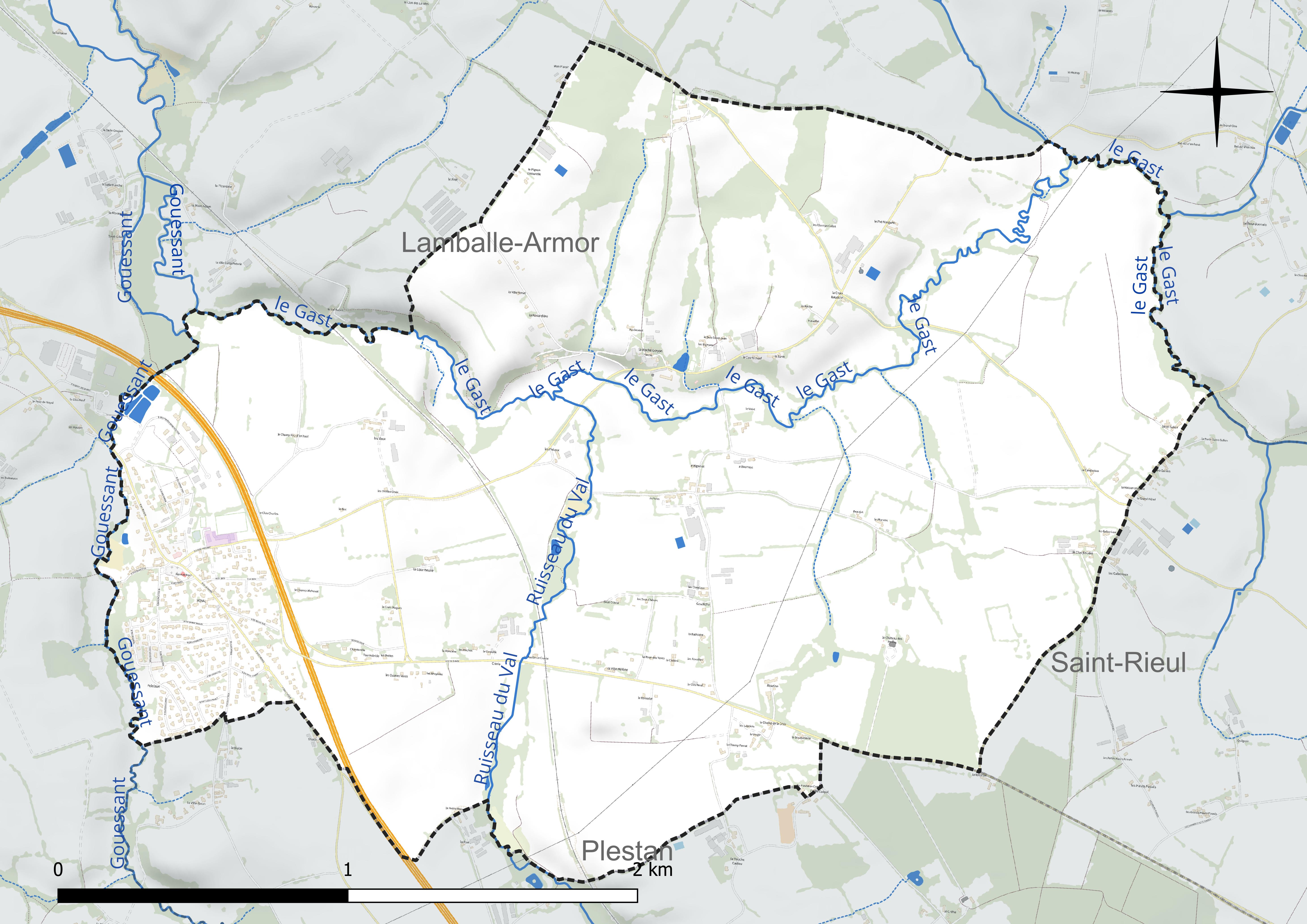
Réseau hydrographique de Noyal.

### Climat
Pour des articles plus généraux, voir Climat de la Bretagne et Climat des Côtes-d'Armor.
En 2010, le climat de la commune est de type climat océanique franc, selon une étude du CNRS s'appuyant sur une série de données couvrant la période 1971-2000. En 2020, Météo-France publie une typologie des climats de la France métropolitaine dans laquelle la commune est exposée à un climat océanique et est dans la région climatique  Finistère nord, caractérisée par une pluviométrie élevée, des températures douces en hiver (6 °C), fraîches en été et des vents forts. Parallèlement l'observatoire de l'environnement en Bretagne publie en 2020 un zonage climatique de la région Bretagne, s'appuyant sur des données de Météo-France de 2009. La commune est, selon ce zonage, dans la zone « Intérieur  », exposée à un climat médian, à dominante océanique.  
Pour la période 1971-2000, la température annuelle moyenne est de 11,4 °C, avec  une amplitude thermique annuelle de 11,4 °C. Le cumul annuel moyen de précipitations est de 726 mm, avec 12 jours de précipitations en janvier et 6,4 jours en juillet. Pour la période 1991-2020, la température moyenne annuelle observée sur la station météorologique la plus proche, située sur la commune de Quintenic à 9 km à vol d'oiseau, est de 11,6 °C et le cumul annuel moyen de précipitations est de 769,8 mm,. Pour l'avenir, les paramètres climatiques de la commune estimés pour 2050 selon différents scénarios d’émission de gaz à effet de serre sont consultables sur un site dédié publié par Météo-France en novembre 2022.

## Urbanisme

### Typologie
Au 1er janvier 2024, Noyal est catégorisée commune rurale à habitat dispersé, selon la nouvelle grille communale de densité à 7 niveaux définie par l'Insee en 2022.
Elle appartient à l'unité urbaine de Lamballe-Armor, une agglomération intra-départementale dont elle est une commune de la banlieue,. La commune est en outre hors attraction des villes,.

### Occupation des sols
L'occupation des sols de la commune, telle qu'elle ressort de la base de données européenne d’occupation biophysique des sols Corine Land Cover (CLC), est marquée par l'importance des territoires agricoles (91,5 % en 2018), en diminution par rapport à 1990 (93,3 %). La répartition détaillée en 2018 est la suivante : 
terres arables (61,6 %), prairies (22,5 %), zones agricoles hétérogènes (7,4 %), zones urbanisées (6,8 %), forêts (1,6 %). L'évolution de l’occupation des sols de la commune et de ses infrastructures peut être observée sur les différentes représentations cartographiques du territoire : la carte de Cassini (XVIIIe siècle), la carte d'état-major (1820-1866) et les cartes ou photos aériennes de l'IGN pour la période actuelle (1950 à aujourd'hui).

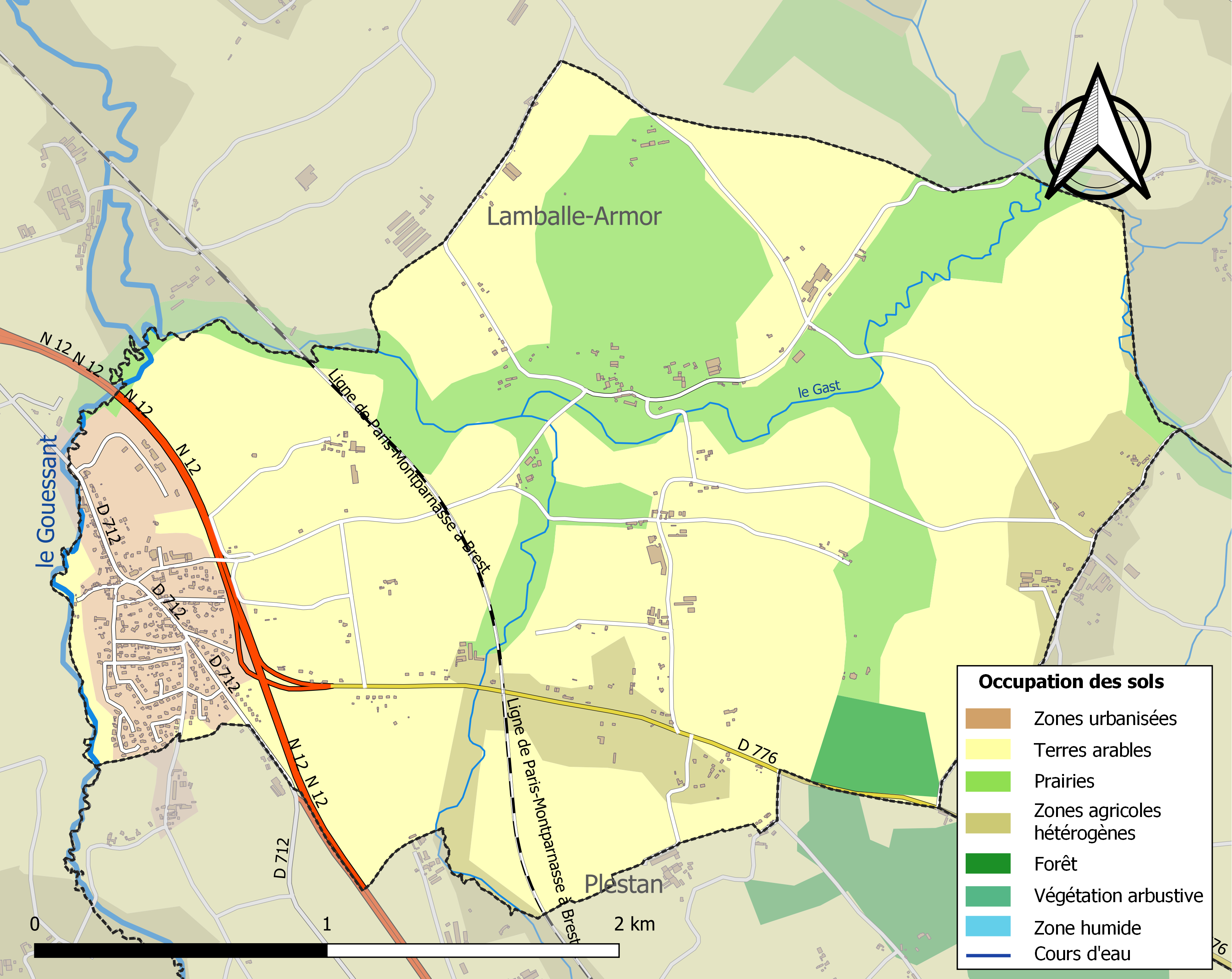
Carte des infrastructures et de l'occupation des sols de la commune en 2018 (CLC).

## Toponymie
Le nom de la localité est attesté sous les formes Noal et Ecclesia de Noeal en 1232, Parrochia de Noyal en 1290, Noial vers 1330, Noeal en 1435, Noueal en 1473, 1480 et en 1536, Noeal en 1510 et en 1586.
Noyal semble venir du gaulois *Novio (« neuf, nouveau ») et de *Ialo (« clairière, lieu défriché, essart ») désignant une « terre nouvellement défrichée ».
Son nom en gallo est Noya.

## Histoire

### Le XXe siècle

#### Les guerres du XXe siècle
Le monument aux Morts porte les noms de 21 soldats morts pour la Patrie :
- 20 sont morts durant la Première Guerre mondiale.
- 1 est mort durant la Seconde Guerre mondiale.

## Politique et administration
| Période                                  | Période           | Identité                  | Étiquette              | Qualité |
| ---------------------------------------- | ----------------- | ------------------------- | ---------------------- | --- |
| Les données manquantes sont à compléter. |                   |                           |                        | |
| mai 1945                                 | août 1977 (décès) | Louis Hingant (1912-1977) | SFIO puis PSA puis PSU | Maréchal-ferrant et forgeron |
| 1977                                     | mars 1989         | Jean Parisé               | PCF                    | Agriculteur |
| mars 1989                                | mars 2008         | Michel Lapie              | PS                     | Professeur de mécanique en lycée professionnel Premier adjoint au maire (1983 → 1989) Vice-président de Lamballe Communauté (1995 → 2001) |
| mars 2008                                | 23 mai 2020       | Robert Rault              | PS                     | Formateur |
| 23 mai 2020                              | En cours          | Philippe Hello            | DVG                    | Ingénieur retraité Premier adjoint au maire (1995 → 2001 et 2008 → 2020)                                                                  |

## Démographie
L'évolution du nombre d'habitants est connue à travers les recensements de la population effectués dans la commune depuis 1793. Pour les communes de moins de 10 000 habitants, une enquête de recensement portant sur toute la population est réalisée tous les cinq ans, les populations de référence des années intermédiaires étant quant à elles estimées par interpolation ou extrapolation. Pour la commune, le premier recensement exhaustif entrant dans le cadre du nouveau dispositif a été réalisé en 2004.

En 2022, la commune comptait 981 habitants, en évolution de +10,35 % par rapport à 2016 (Côtes-d'Armor : +1,78 %, France hors Mayotte : +2,11 %).
| 1793 | 1800 | 1806 | 1821 | 1831 | 1836 | 1841 | 1846 | 1851 |
| ---- | ---- | ---- | ---- | ---- | ---- | ---- | ---- | ---- |
| 454  | 471  | 419  | 468  | 578  | 545  | 472  | 520  | 543  |

| 1856 | 1861 | 1866 | 1872 | 1876 | 1881 | 1886 | 1891 | 1896 |
| ---- | ---- | ---- | ---- | ---- | ---- | ---- | ---- | ---- |
| 515  | 508  | 515  | 520  | 524  | 507  | 503  | 497  | 490  |

| 1901 | 1906 | 1911 | 1921 | 1926 | 1931 | 1936 | 1946 | 1954 |
| ---- | ---- | ---- | ---- | ---- | ---- | ---- | ---- | ---- |
| 463  | 448  | 416  | 400  | 393  | 415  | 450  | 402  | 390  |

| 1962 | 1968 | 1975 | 1982 | 1990 | 1999 | 2004 | 2006 | 2009 |
| ---- | ---- | ---- | ---- | ---- | ---- | ---- | ---- | ---- |
| 443  | 463  | 508  | 616  | 754  | 770  | 800  | 783  | 838  |

| 2014 | 2019 | 2022 | - | - | - | - | - | - |
| ---- | ---- | ---- | - | - | - | - | - | - |
| 865  | 946  | 981  | - | - | - | - | - | - |

## Lieux et monuments
- Le blockhaus.

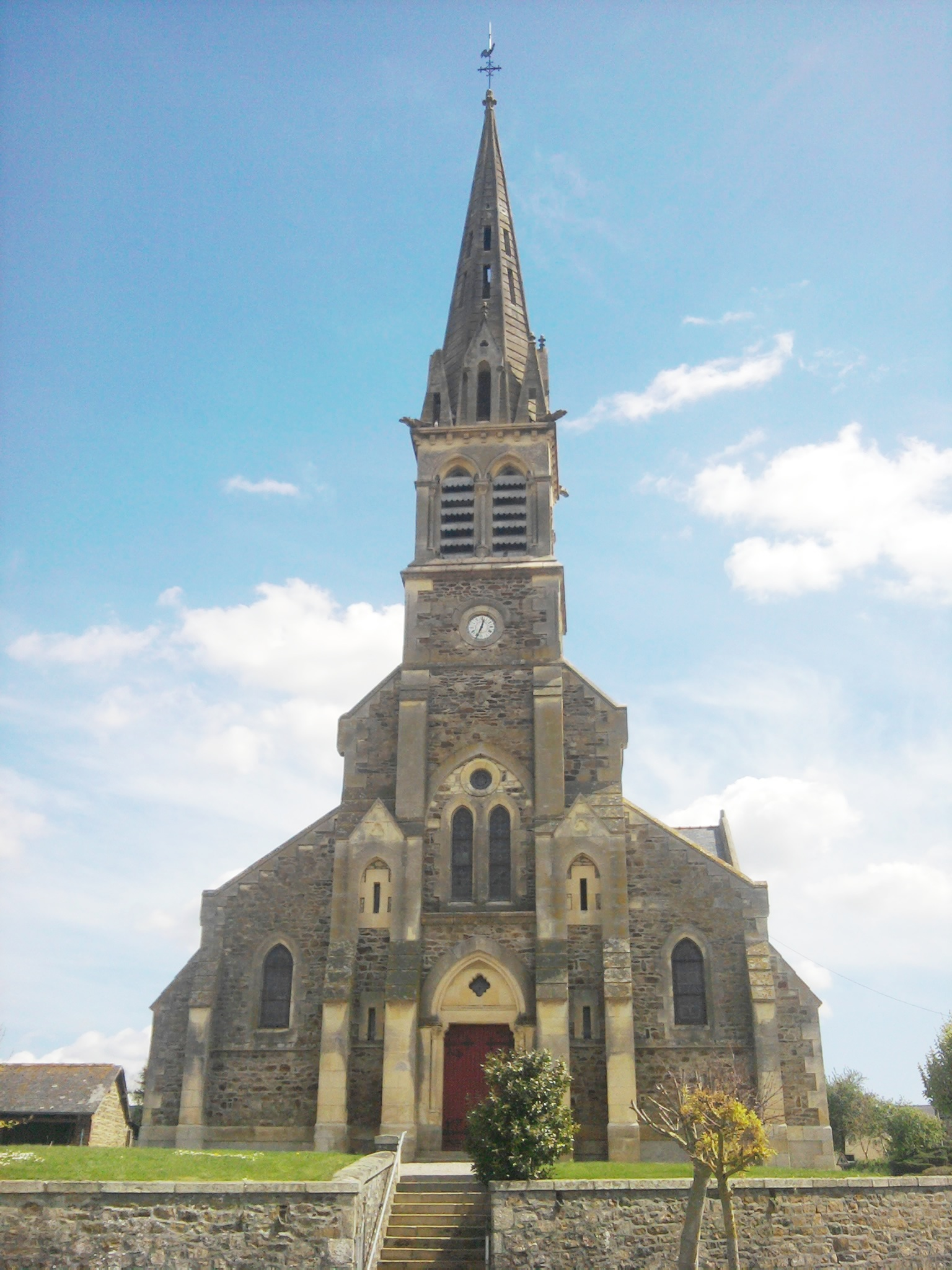
Église Saint-Sébastien.
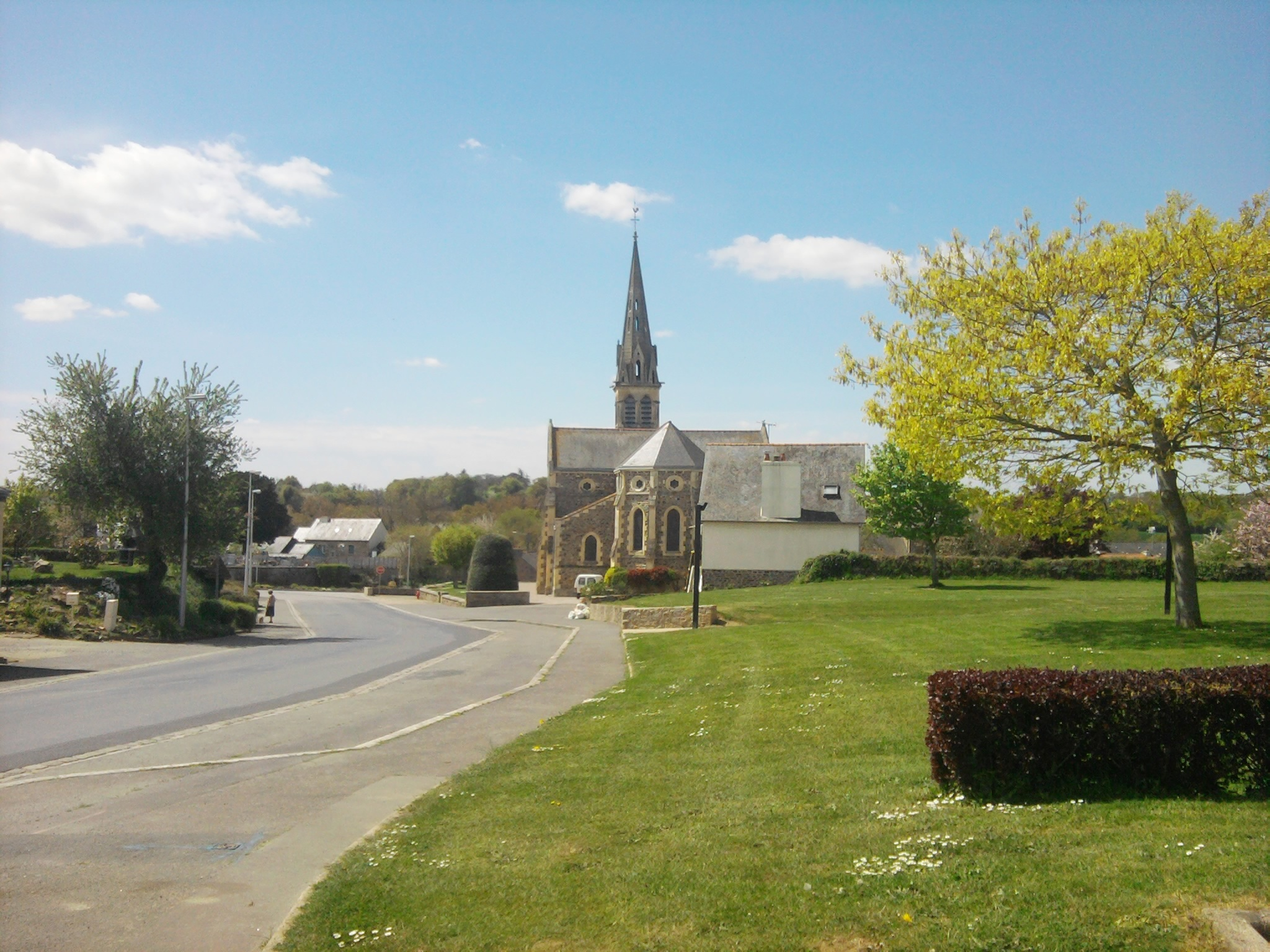
Noyal.

- Château des Portes
- Château de La Roche-Goyon.[28]

- Église Saint-Sébastien.
- Noyal.